# لون نون
لون نون (خمر: លន់ ណុន, انگلیسی: Lon Non; زاده ۱۸ آوریل ۱۹۳۰ – درگذشت ۱۷ آوریل ۱۹۷۵) یک سیاستمدار و سرباز کامبوجی بود که در دوران جمهوری خمر که از سال ۱۹۷۰ تا ۱۹۷ وزیر کشور بود.